# International Advertising Association
International Advertising Association (IAA) er en international organisation for markedsføring. Organisationen har omkring 4000 medlemmer i 76 lande.
IAA har sit fokus på:
- Fortale for kommerciel frihed.
- Brug af globalt netværk til industriel vidensdeling.
- Uddanne nye reklamefolk.

## Eksempler på medlemmer af IAA
- Dow Jones & Company
- Google, Inc.
- Shell Brands International AG
- Microsoft Corporation
- Unilever Plc